# Plazuela del Teatro (Lima)
La Plazuela del Teatro (también llamada Plaza Siete de Septiembre o Plazuela de la Comedia) es un espacio público ubicado en la segunda cuadra del jirón Huancavelica dentro del centro histórico de la ciudad de Lima.

## Historia
En la segunda cuadra del actual jirón Huancavelica se emplazaba desde 1614 uno de los más concurridos corrales de comedias de Lima. Se construyó frente a la 'puerta falsa' del convento de San Agustín y llegaría a ser el principal centro de actividad teatral en la ciudad.
Fue después de la independencia del Perú cuando se abrió una plazuela con el propósito de realzar la fachada del Teatro Principal, en cuyas inmediaciones se congregaba un creciente público. El libertador José de San Martín pidió en 1822 a la comunidad de San Agustín que donara un terreno para construir la plazuela. Poco después, el supremo delegado, José Bernardo de Tagle y Portocarrero, dispuso el arreglo de un espacio de forma alargada que sirviera de paseo público. Se llamó inicialmente plazuela 7 de septiembre, en recuerdo del desembarco de la Escuadra Libertadora en Paracas y del abandono de Lima por las tropas realistas. Por ello fue colocada ahí también la primera piedra de un futuro monumento a San Martín, que nunca llegó a concretarse.
Con el paso del tiempo, este espacio terminaría llamándose Plazuela del Teatro o Plazuela de la Comedia. A partir de 1846, adquirió un nuevo aspecto al levantarse el Portal de San Agustín frente al coliseo teatral. Esta configuración se ha mantenido en esencia a lo largo del tiempo, incluso después de la modernización de la plazuela, en la década de 1960.
A mediados del siglo XIX, la ciudad de Lima experimentó una proliferación de hoteles y posadas. Uno de los principales fue el Hotel del Universo, ubicado en el Portal de San Agustin emplazado la Plazuela del Teatro cuya propiedad era del ciudadano francés Estanislao Courtheoux. Según la crónica de Manuel Atanasio Fuentes, en el hotel no había ni servicio de comida ni de café, solo habitaciones amobladas. Fue en uno de estos departamentos alquilados de los altos del Hotel del Universo en el que se estableció inicialmente el Club Nacional el 19 de octubre de 1855. Asimismo, durante el periodo de la guerra civil peruana de 1894-1895 que enfrentó a Nicolás de Piérola con tropas caceristas, Piérola estableció su cuartel general en la Plazuela del Teatro, a cuatro cuadras de la Plaza de Armas.

## Monumentos
La Plazuela del Teatro cuenta actualmente con un monumento de bronce del célebre poeta y escritor peruano César Vallejo, obra del artista chiclayano Miguel Baca Rossi. Esta escultura fue recientemente restaurada junto con la recuperación integral de la plazuela por la Municipalidad Metropolitana de Lima de la mano del Ministerio de Cultura.